# سعيد مظفري زاده
سعيد مظفري زاده (مواليد 15 سبتمبر 1974 في يزد، إيران) هو حكم كرة قدم إيراني. أصبح حكم دولي معتمد من قبل الاتحاد الدولي لكرة القدم منذ عام 2007. أدار عدد من المباريات في دوري أبطال آسيا 2009 وكأس الاتحاد الآسيوي 2009. وقد عين حكما لمباريات في تصفيات كأس العالم 2014.